# 辻村太郎
辻村 太郎（つじむら たろう、1890年6月12日 - 1983年7月15日）は、日本の地理学者・地形学者。地形学を中心とした日本における地理学の確立に努め、長く日本の地理学をリードしてきた人物として知られ、日本の地理学の歴史には欠かせない人物である。

## 経歴
神奈川県小田原市の生まれ。13歳で神奈川県立第二中学校に入学。三年後に東京開成中学校に転校。18歳の時同校を卒業し、1908年（明治41年）19歳で第一高等学校理科に入学する。この頃、従兄の辻村伊助の影響もあって早くから山や登山に興味をもち、中学4年の頃山岳会に入会し会員となった。1911年（明治44年）、飛騨山脈の高峯で多数のカール（圏谷）や堆石（モレーン）を見つけ、それらが氷河作用によるものと考え、論文を発表した。1912年（明治45年）に東京帝国大学理科大学の地質学科に入り、小藤文次郎や山崎直方の指導を受け、地形学を学ぶ。1913年（大正2年）、日本のカールは万年雪でなく圏谷氷河の侵食によるものとする論文を発表した。1911年と1913年の2論文は、山崎直方が1902年（明治35年）に北アルプスの白馬岳や立山などの頂上付近でカールや堆石などの小氷河地形を発見した報告を証拠を示すものであった。1916年（大正5年）、27歳で同大学を卒業し、大学院に進学し、地形学を専攻し、山崎の指導を受ける。研究の対象は火山島の地形についてであった。
1918年に東京高等師範学校の講師、1920年には同教授。1920年からは東京帝国大学でも教鞭をとるようになり、1923年には東京帝国大学の地理学の助教授となった。1925年には師の山崎直方と共に日本地理学会を創設。1930年には師の山崎が死去したのを受けて、事実上地理学教室の主任となった。1944年に教授に昇格。1951年に定年退官。定年後は、日本大学にて教鞭をとった。1983年に93歳にて死去。1939年から1952年まで日本地理学会の副会長・会長を務めた。
氷河地形や断層、山岳地形や古地形の復元など地形学全般に業績が多い。また、語学にも長けており、欧米の最新の地理学の動向にも卓越しており、それらの成果を日本の地理学会へ反映させる事に努めていた。1920年代にアメリカの地形学者・ウィリアム・モーリス・デーヴィス（en:William Morris Davis）が「地形輪廻説」を唱えると、それを取り入れて、それを踏まえて日本で初の地形学の教科書『地形学』を1923年に出版した。また、欧米と日本の代表的な地形を紹介した。
その後も、地形学関連の出版を続け当時の地理学・地学関係に大きな影響を与えた。また1930年代には景観地理学の重要性を唱え、景観（独:Landschaft）という概念を人文地理学に組み込もうとし、賛否を含め当時の日本の地理学に大きな波紋を呼び起こした。門下生も多く、各地の地理学教室にも影響を与えた。『日本地形誌』（1929年）、『新考地形学』（1932・33年）、『断層地形論考』（1943年）など多くの地形学の著作を刊行している。